# 위챗 페이

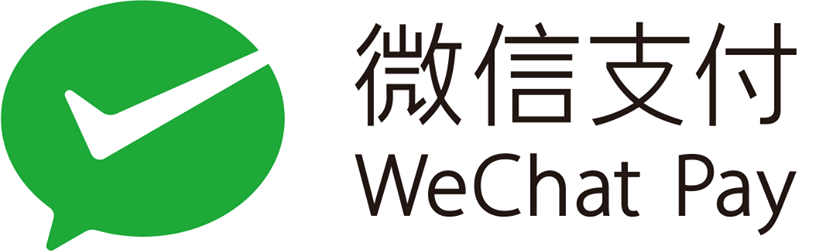
WeChat Pay

베이징 수도 국제공항의 버거킹. 알리페이와 더불어 웨이신즈푸는 중국 본토의 주요 모바일 결제 수단이 되었다.

위챗 페이(영어: WeChat Pay) 또는 웨이신즈푸(중국어: 微信支付, 병음: Wēixìn Zhīfù)는 텐센트가 개발한 인스턴트 메신저 위챗을 통한 모바일 결제 서비스이다.

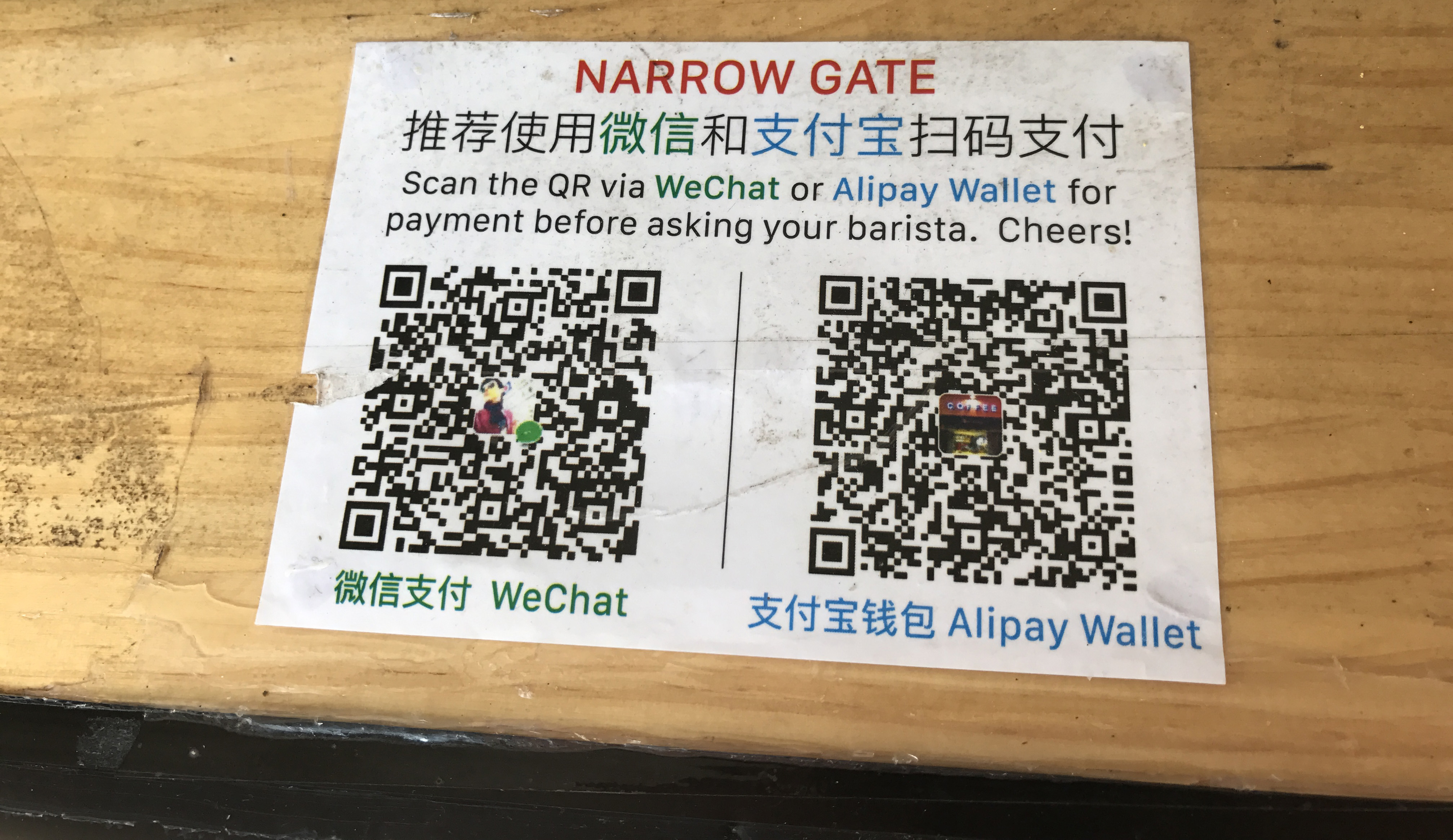
위챗 페이 / 알리 페이를 위한 QR코드

2017년 4분기 기준으로 웨이신즈푸는 중국 본토에서 두 번째로 큰 모바일 지불 플랫폼으로, 시장 점유율은 38.15%이다.